# Football Club Pro Vercelli 1892 2022-2023
Questa voce raccoglie le informazioni riguardanti l'FC Pro Vercelli 1892 nelle competizioni ufficiali della stagione 2022-2023.

## Stagione
Nella stagione 2022-2023 la Pro Vercelli disputa il girone A del campionato di Serie C, con 46 punti ha ottenuto il quindicesimo posto finale. I bianconeri sono stati allenati da Massimo Paci fino a fine febbraio, poi nel finale di torneo viene sostituito da Massimo Gardano. La Pro Vercelli raccoglie 27 punti nel girone di andata, e solo 19 nel girone di ritorno, senza però rischiare di essere coinvolta nei Play-out. La squadra piemontese partecipa alla Coppa Italia di Serie C ma viene subito eliminata nel primo turno, sconfitta (2-0) a Piacenza.

## Divise e sponsor
Per la stagione 2022-23 lo sponsor tecnico è EYE Sport; lo sponsor di maglia è Rubinetterie Condor.

## Organigramma societario
Area amministrativa
- Paolo Pinciroli - Presidente
- Franco Smerier - Presidente onorario
- Anita Angiolini - Vice presidente
- Francesco Celiento - Amministratore delegato
- Alex Casella - Direttore sportivo
- Loris Bolzoni - Segretario generale
- Christian Peretti - Area legale, rapporti con la lega e SLO
- Franca Alberganti - Responsabile amministrativa
- Gianluca Pinciroli - Club manager
- Alessandro Piccica - Direttore marketing e ufficio stampa
- Vittoria Marmando - Ufficio Marketing
- Mariagrazia Zecca - Ufficio Marketing
- Alessandro Marcioni - Ufficio Marketing
- Donato D'Elia - Sponsor business development
- Sebastiano Regis - Social media manager
- Marco Lussoso - Fotografo ufficiale
- Irene Villarboito - Responsabile vendita merchandising

Area tecnica
- Massimo Paci (fino al 20 febbraio 2023), poi Massimo Gardano - Allenatore
- Roberto Guana (fino al 20 febbraio 2023) - Allenatore in seconda
- Andrea Nuti - Responsabile area atletica
- Fabio Ronzani - Preparatore dei portieri
- Stefano Vercellotti - Team manager
- Mario Enrico Braco - Match analyst
- Paolo Guidetti - Responsabile area tecnica
- Riccardo Secondo - Collaboratore tecnico
- Claudia Fin - Responsabile sanitaria
- Giuseppe Sulpizio - Medico sociale
- Carlo Covellone - Fisioterapista
- Lorenzo Lucanera - Osteopata

## Rosa
| N. |                    | Ruolo | Calciatore         |
| -- | ------------------ | ----- | ------------------ |
| 1  | Italia (bandiera)  | P     | Alex Valentini     |
| 4  | Italia (bandiera)  | D     | Andrea Cristini    |
| 5  | Italia (bandiera)  | D     | Marco Perrotta     |
| 6  | Italia (bandiera)  | C     | Giovanni Corradini |
| 8  | Italia (bandiera)  | C     | Simone Emmanuello  |
| 9  | Cile (bandiera)    | C     | Luis Rojas Zamora  |
| 10 | Italia (bandiera)  | A     | Gianmario Comi     |
| 11 | Italia (bandiera)  | A     | Leonardo Gatto     |
| 12 | Italia (bandiera)  | P     | Matteo Rizzo       |
| 13 | Italia (bandiera)  | D     | Davide Costanzo    |
| 17 | Italia (bandiera)  | C     | Ilario Iotti       |
| 18 | Italia (bandiera)  | A     | Filippo Gheza      |
| 19 | Tunisia (bandiera) | C     | Karim Laribi       |

| N. |                    | Ruolo | Calciatore         |
| -- | ------------------ | ----- | ------------------ |
| 20 | Tunisia (bandiera) | C     | Alessandro Louati  |
| 23 | Italia (bandiera)  | C     | Simone Calvano     |
| 24 | Italia (bandiera)  | D     | Gianluca Clemente  |
| 25 | Italia (bandiera)  | C     | Riccardo Febbrasio |
| 29 | Italia (bandiera)  | D     | Roberto Iezzi      |
| 30 | Italia (bandiera)  | A     | Antonio Vergara    |
| 31 | Italia (bandiera)  | D     | Nicholas Rizzo     |
| 32 | Italia (bandiera)  | D     | Armando Anastasio  |
| 33 | Italia (bandiera)  | P     | Nicolò Vaccarezza  |
| 38 | Italia (bandiera)  | A     | Andrea Arrighini   |
| 40 | Belgio (bandiera)  | A     | Mohamed Guindo     |
| 45 | Italia (bandiera)  | C     | Francesco Contaldo |
| 94 | Mali (bandiera)    | C     | Coli Saco          |

## Calciomercato

### Sessione estiva(dal 01/07 al 31/08)
| Acquisti | Acquisti             | Acquisti    | Acquisti   |
| R.       | Nome                 | da          | Modalità   |
| -------- | -------------------- | ----------- | ---------- |
| P        | Andrea Rigon         | S.P.A.L.    | definitivo |
| D        | Marco Perrotta       | Bari        | prestito   |
| D        | Davide Gentile       | Fiorentina  | prestito   |
| D        | Armando Anastasio    | Monza       | prestito   |
| D        | Alessandro Silvestro | Inter       | prestito   |
| D        | Jason Grbic          | Caratese    | definitivo |
| C        | Giovanni Corradini   | Fiorentina  | prestito   |
| C        | Simone Calvano       | Triestina   | prestito   |
| C        | Guillame Renault     | Atalanta    | prestito   |
| C        | Antonio Vergara      | Napoli      | prestito   |
| C        | Coli Saco            | Napoli      | prestito   |
| C        | Riccardo Febbrasio   | Legnano     | definitivo |
| A        | Andrea Arrighini     | Reggiana    | prestito   |
| A        | Mattia Mustacchio    | Alessandria | definitivo |

| Cessioni | Cessioni           | Cessioni    | Cessioni   |
| R.       | Nome               | a           | Modalità   |
| -------- | ------------------ | ----------- | ---------- |
| P        | Nicola Tintori     | Piacenza    | definitivo |
| P        | Dino Rendic        |             | svincolato |
| D        | Alessandro Carosso | Fermana     | prestito   |
| D        | Giulio Parodi      | Fermana     | prestito   |
| D        | Simone Auriletto   | Avellino    | definitivo |
| D        | Carlo Crialese     | Crotone     | definitivo |
| C        | Francesco Rodio    | Viterbese   | prestito   |
| C        | Mattia Rolando     | Monopoli    | svincolato |
| C        | Mattia Vitale      | Crotone     | definitivo |
| C        | Luca Rizzo         |             | svincolato |
| A        | Alessio Nepi       | Alessandria | prestito   |
| A        | Federico Romeo     | Fermana     | prestito   |
| A        | Matteo Maggio      | Fermana     | prestito   |
| A        | Giuseppe Panico    | Crotone     | definitivo |
| A        | Cristian Bunino    | Fermana     | prestito   |
| A        | Alntonio Ronci     | Fermana     | prestito   |

### Sessione invernale(dal 02/01 al 31/01)
| Acquisti | Acquisti           | Acquisti  | Acquisti         |
| R.       | Nome               | da        | Modalità         |
| -------- | ------------------ | --------- | ---------------- |
| P        | Nicolò Vaccarezza  | Fermana   | rientro prestito |
| D        | Nicholas Rizzo     | Genoa     | prestito         |
| D        | Davide Costanzo    | Napoli    | prestito         |
| C        | Karim Laribi       |           | svincolato       |
| C        | Luis Rojas Zamora  | Crotone   | prestito         |
| C        | Francesco Contaldo | Antequera | definitivo       |

| Cessioni | Cessioni             | Cessioni   | Cessioni         |
| R.       | Nome                 | a          | Modalità         |
| -------- | -------------------- | ---------- | ---------------- |
| D        | Jason Grbic          | Sammaurese | prestito         |
| D        | Davide Gentile       | Fiorentina | rientro prestito |
| D        | Alessandro Silvestro | Inter      | rientro prestito |
| D        | Alberto Masi         | Triestina  | definitivo       |
| D        | Alessandro Macchioni | Fermana    | prestito         |
| C        | Filippo Lorenzoni    | Livorno    | prestito         |
| C        | Guillame Renault     | Atalanta   | rientro prestito |
| A        | Alessio Nepi         | Lecco      | prestito         |
| A        | Mattia Mustacchio    | Cesena     | prestito         |
| A        | Matteo Della Morte   | Vicenza    | definitivo       |
| A        | Cristian Bunino      | Lecco      | prestito         |

## Risultati

### Serie C

#### Girone di andata
| Arbitro: | Emmanuele (Pisa) |

|          |           |  |
| Comi 67’ | Marcatori |  |

| Arbitro: | Rinaldi (Bassano del Grappa) |

|                                                              |           |                 |
| Corradini 9’ (aut.) A. Brighenti 54’ Pasquato 72’ Damian 80’ | Marcatori | 60’ Della Morte |

| Arbitro: | Gianquinto (Parma) |

|                       |           |            |
| Mustacchio 39’ (rig.) | Marcatori | 9’ Malotti |

| Arbitro: | Cherchi (Carbonia) |

|                   |           |                 |
| M. Di Gennaro 89’ | Marcatori | 79’ Della Morte |

| Arbitro: | Carrione (Castellammare di Stabia) |

|                |           |                            |
| Della Morte 8’ | Marcatori | 37’ González 65’ Galuppini |

| Arbitro: | Mastrodomenico (Matera) |

|                           |           |              |
| Saporetti 88’ Nicco 90+1’ | Marcatori | 33’ Perrotta |

| Arbitro: | Vingo (Pisa) |

|  |           |               |
|  | Marcatori | 16’ Arrighini |

| Arbitro: | Burlando (Genova) |

|                          |           |  |
| Arrighini 10’ Comi 90+2’ | Marcatori |  |

| Arbitro: | Rispoli (Locri) |

|  |           |                           |
|  | Marcatori | 36’, 38’ Comi 47’ Vergara |

| Arbitro: | Castellone (Napoli) |

|          |           |                       |
| Comi 75’ | Marcatori | 10’ Bruschi 82’ Gerbi |

| Arbitro: | Di Marco (Ciampino) |

|                              |           |                                         |
| Ronaldo 45+3’ F. Ferrari 55’ | Marcatori | 25’ Vergara 29’ Calvano 47’ Della Morte |

| Arbitro: | Marchioni (Rieti) |

|          |           |                                             |
| Saco 18’ | Marcatori | 64’ Manconi 81’ Tomaselli 90+5’ (rig.) Cori |

| Arbitro: | Costanza (Agrigento) |

|          |           |  |
| Poli 39’ | Marcatori |  |

| Arbitro: | Virgilio (Trapani) |

|                        |           |                       |
| Della Morte 40’ (rig.) | Marcatori | 45+1’ (rig.) Cancello |

| Arbitro: | Luongo (Napoli) |

|                       |           |                    |
| Comi 11’ Perrotta 55’ | Marcatori | 41’ (rig.) Salzano |

| Arbitro: | Maccarini (Arezzo) |

|               |           |         |
| Gemignani 72’ | Marcatori | 2’ Saco |

| Arbitro: | Collu (Cagliari) |

|                      |           |  |
| Della Morte 30’, 58’ | Marcatori |  |

| Arbitro: | D'Eusanio (Faenza) |

|                                                |           |                           |
| Della Morte 10’ (aut.) Yeboah 57’ Pierobon 80’ | Marcatori | 8’ Saco 74’, 83’ L. Gatto |

| Arbitro: | Sfira (Pordenone) |

|                 |           |          |
| Della Morte 58’ | Marcatori | 18’ Buso |

#### Girone di ritorno
| Arbitro: | Calzavara (Varese) |

|             |           |  |
| Russini 50’ | Marcatori |  |

| Arbitro: | Iannello (Messina) |

|          |           |                                 |
| Comi 48’ | Marcatori | 13’ (rig.) Bocalon 75’ Pasquato |

| Arbitro: | Taricone (Palermo) |

|                        |           |  |
| G. Esposito 50’ (rig.) | Marcatori |  |

| Arbitro: | GrassoGrasso (Ariano Irpino) |

|                          |           |                   |
| Della Morte 10’ Comi 20’ | Marcatori | 62’ M. Di Gennaro |

| Arbitro: | Scarpa (Collegno) |

|  |           |            |
|  | Marcatori | 87’ Guindo |

| Arbitro: | Rinaldi (Bassano del Grappa) |

|  |           |                   |
|  | Marcatori | 38’ Pitou 76’ Piu |

| Vercelli 5 febbraio 2023, ore 14:30 CET 26ª giornata | Pro Vercelli       | 0 – 0 referto | Feralpisalò | Stadio Silvio Piola\| Arbitro: \| Virgilio (Trapani) \| |
| Arbitro:                                             | Virgilio (Trapani) |               |             |                                                         |

| Arbitro: | Di Cicco (Lanciano) |

|             |           |           |
| Accardi 47’ | Marcatori | 71’ Rojas |

| Arbitro: | Maggio (Lodi) |

|  |           |                                       |
|  | Marcatori | 12’ J. Gomez 46’ Daffara 55’ Ruggiero |

| Arbitro: | Gigliotti (Cosenza) |

|                      |           |                               |
| Gattoni 7’ Gerbi 57’ | Marcatori | 13’ Rizzo 34’ (rig.) L. Gatto |

| Arbitro: | Bonacina (Bergamo) |

|             |           |                                       |
| Vergara 76’ | Marcatori | 53’ Stoppa 55’, 63’, 90+2’ F. Ferrari |

| Arbitro: | Gangi (Enna) |

|  |           |            |
|  | Marcatori | 12’ Laribi |

| Arbitro: | Madonia (Palermo) |

|  |           |              |
|  | Marcatori | 48’ L. Cerri |

| Arbitro: | Leone (Barletta) |

|                  |           |  |
| Varas 40’ (rig.) | Marcatori |  |

| Arbitro: | Mastrodomenico (Matera) |

|              |           |  |
| Alcibiade 6’ | Marcatori |  |

| Arbitro: | Ancora (Roma) |

|           |           |  |
| Laribi 1’ | Marcatori |  |

| Arbitro: | Cherchi (Carbonia) |

|  |           |               |
|  | Marcatori | 18’ Anastasio |

| Arbitro: | Scatena (Avezzano) |

|  |           |                          |
|  | Marcatori | 14’ Gerbaudo 88’ Bocalon |

| Lecco 22 marzo 2023, ore 17:30 CEST 38ª giornata | Lecco            | 0 – 0 referto | Pro Vercelli | Stadio Mario Rigamonti-Mario Ceppi\| Arbitro: \| Mucera (Palermo) \| |
| Arbitro:                                         | Mucera (Palermo) |               |              |                                                                      |

### Coppa Italia Serie C
| Arbitro: | Pacella (Roma) |

|                        |           |  |
| Rossetti 37’ Conti 50’ | Marcatori |  |

### Statistiche di squadra
Statistiche aggiornate al 30 giugno 2023.
| Competizione         | Punti | In casa | In casa | In casa | In casa | In casa | In casa | In trasferta | In trasferta | In trasferta | In trasferta | In trasferta | In trasferta | Totale | Totale | Totale | Totale | Totale | Totale | DR  |
| Competizione         | Punti | G       | V       | N       | P       | Gf      | Gs      | G            | V            | N            | P            | Gf           | Gs           | G      | V      | N      | P      | Gf     | Gs     | DR  |
| -------------------- | ----- | ------- | ------- | ------- | ------- | ------- | ------- | ------------ | ------------ | ------------ | ------------ | ------------ | ------------ | ------ | ------ | ------ | ------ | ------ | ------ | --- |
| Serie C              | 46    | 19      | 6       | 4       | 9       | 18      | 26      | 19           | 6            | 6            | 7            | 20           | 21           | 38     | 12     | 10     | 16     | 38     | 47     | -9  |
| Coppa Italia Serie C | -     | 0       | 0       | 0       | 0       | 0       | 0       | 1            | 0            | 0            | 1            | 0            | 2            | 1      | 0      | 0      | 1      | 0      | 2      | -2  |
| Totale               | -     | 19      | 6       | 4       | 9       | 18      | 26      | 20           | 6            | 6            | 8            | 20           | 23           | 39     | 12     | 10     | 17     | 38     | 49     | -11 |

### Andamento in campionato
| Giornata  | 1 | 2 | 3  | 4  | 5  | 6  | 7  | 8  | 9  | 10 | 11 | 12 | 13 | 14 | 15 | 16 | 17 | 18 | 19 | 20 | 21 | 22 | 23 | 24 | 25 | 26 | 27 | 28 | 29 | 30 | 31 | 32 | 33 | 34 | 35 | 36 | 37 | 38 |
| --------- | - | - | -- | -- | -- | -- | -- | -- | -- | -- | -- | -- | -- | -- | -- | -- | -- | -- | -- | -- | -- | -- | -- | -- | -- | -- | -- | -- | -- | -- | -- | -- | -- | -- | -- | -- | -- | -- |
| Luogo     | C | T | C  | T  | C  | T  | T  | C  | T  | C  | T  | C  | T  | C  | C  | T  | C  | T  | C  | T  | C  | T  | C  | T  | C  | C  | T  | C  | T  | C  | T  | C  | T  | T  | C  | T  | C  | T  |
| Risultato | V | P | N  | N  | P  | P  | V  | V  | V  | P  | V  | P  | P  | N  | V  | N  | V  | N  | N  | P  | P  | P  | V  | V  | P  | N  | N  | P  | N  | P  | V  | P  | P  | P  | V  | V  | P  | N  |
| Posizione | 7 | 9 | 11 | 11 | 12 | 16 | 12 | 12 | 10 | 12 | 9  | 12 | 12 | 12 | 11 | 12 | 10 | 10 | 9  | 9  | 12 | 12 | 12 | 10 | 12 | 12 | 11 | 13 | 14 | 14 | 14 | 15 | 15 | 15 | 15 | 14 | 16 | 15 |

Legenda:

Luogo: C = Casa; T = Trasferta. Risultato: V = Vittoria; N = Pareggio; P = Sconfitta.

### Statistiche dei giocatori
| Giocatore      | Serie C  | Serie C | Serie C     | Serie C    | Coppa Italia di Serie C | Coppa Italia di Serie C | Coppa Italia di Serie C | Coppa Italia di Serie C | Totale   | Totale | Totale      | Totale     |
| Giocatore      | Presenze | Reti    | Ammonizioni | Espulsioni | Presenze                | Reti                    | Ammonizioni             | Espulsioni              | Presenze | Reti   | Ammonizioni | Espulsioni |
| -------------- | -------- | ------- | ----------- | ---------- | ----------------------- | ----------------------- | ----------------------- | ----------------------- | -------- | ------ | ----------- | ---------- |
| A. Anastasio   | 30       | 0       | 5           | 1          | 0                       | 0                       | 0                       | 0                       | 30       | 0      | 5           | 1          |
| A. Arrighini   | 36       | 2       | 2           | 0          | 1                       | 0                       | 0                       | 0                       | 37       | 2      | 2           | 0          |
| G. Clemente    | 13       | 0       | 3           | 1          | 0                       | 0                       | 0                       | 0                       | 13       | 0      | 3           | 1          |
| S. Calvano     | 31       | 1       | 3           | 1          | 1                       | 0                       | 0                       | 0                       | 32       | 1      | 3           | 1          |
| G. Comi        | 26       | 8       | 3           | 0          | 1                       | 0                       | 0                       | 0                       | 27       | 8      | 3           | 0          |
| G. Corradini   | 26       | 0       | 8           | 0          | 1                       | 0                       | 0                       | 0                       | 27       | 0      | 8           | 0          |
| A. Cristini    | 36       | 0       | 14          | 1          | 1                       | 0                       | 0                       | 0                       | 37       | 0      | 14          | 1          |
| M. Della Morte | 23       | 9       | 1           | 0          | 1                       | 0                       | 0                       | 0                       | 24       | 9      | 1           | 0          |
| S. Emmanuello  | 12       | 0       | 0           | 0          | 0                       | 0                       | 0                       | 0                       | 12       | 0      | 0           | 0          |
| R. Febbrasio   | 1        | 0       | 0           | 0          | 0                       | 0                       | 0                       | 0                       | 1        | 0      | 0           | 0          |
| L. Gatto       | 19       | 3       | 2           | 0          | 1                       | 0                       | 0                       | 0                       | 20       | 3      | 2           | 0          |
| D. Gentile     | 2        | 0       | 1           | 0          | 1                       | 0                       | 0                       | 0                       | 3        | 0      | 1           | 0          |
| J. Grbic       | 0        | 0       | 0           | 0          | 0                       | 0                       | 0                       | 0                       | 0        | 0      | 0           | 0          |
| M. Guindo      | 19       | 1       | 2           | 0          | 0                       | 0                       | 0                       | 0                       | 19       | 1      | 2           | 0          |
| R. Iezzi       | 31       | 0       | 11          | 0          | 1                       | 0                       | 0                       | 0                       | 32       | 0      | 11          | 0          |
| I. Iotti       | 35       | 0       | 8           | 1          | 1                       | 0                       | 0                       | 0                       | 36       | 0      | 8           | 1          |
| A. Louati      | 14       | 0       | 6           | 1          | 1                       | 0                       | 0                       | 0                       | 15       | 0      | 6           | 1          |
| A. Macchioni   | 10       | 0       | 3           | 0          | 1                       | 0                       | 0                       | 0                       | 11       | 0      | 3           | 0          |
| A. Masi        | 4        | 0       | 2           | 0          | 1                       | 0                       | 0                       | 0                       | 5        | 0      | 2           | 0          |
| M. Mustacchio  | 19       | 1       | 3           | 0          | 0                       | 0                       | 0                       | 0                       | 19       | 1      | 3           | 0          |
| M. Perrotta    | 30       | 2       | 6           | 1          | 0                       | 0                       | 0                       | 0                       | 30       | 2      | 6           | 1          |
| G. Renault     | 14       | 0       | 1           | 0          | 1                       | 0                       | 0                       | 0                       | 15       | 0      | 1           | 0          |
| A. Rigon       | 0        | 0       | 0           | 0          | 0                       | 0                       | 0                       | 0                       | 0        | 0      | 0           | 0          |
| M. Rizzo       | 27       | -       | 2           | 0          | 1                       | -2                      | 0                       | 0                       | 28       | -2     | 2           | 0          |
| F. Rosset      | 0        | 0       | 0           | 0          | 0                       | 0                       | 0                       | 0                       | 0        | 0      | 0           | 0          |
| C. Saco        | 34       | 3       | 9           | 0          | 0                       | 0                       | 0                       | 0                       | 34       | 3      | 9           | 0          |
| A. Silvestro   | 6        | 0       | 3           | 0          | 1                       | 0                       | 0                       | 0                       | 7        | 0      | 3           | 0          |
| A. Valentini   | 12       | -       | 2           | 0          | 0                       | 0                       | 0                       | 0                       | 12       | 0      | 2           | 0          |
| A. Vergara     | 34       | 3       | 9           | 1          | 1                       | 0                       | 0                       | 0                       | 35       | 3      | 9           | 1          |